# أندي برستون
أندي برستون (بالإنجليزية: Andrew Andy Preston)‏ هو شخصية أعمال بريطاني، ولد في 31 يوليو 1966 في ميدلزبرة في المملكة المتحدة.